# 神秘の降誕 (フィリッポ・リッピ)
『神秘の降誕』（しんぴのこうたん、英:Mystical Nativity）、または『メディチ宮殿の幼児キリストの礼拝』（メディチきゅうでんのおさなごキリストのれいはい、伊:Adorazione del Bambino di Palazzo Medici）は、新しいメディチ宮殿のマギ礼拝堂の祭壇画として、1459年ごろにフィリッポ・リッピ（1406–1469年）によって描かれた。現在、ベルリンの絵画館にあり、マギ礼拝堂には別の画家による複製が飾られている。本作は、馴染みのある「降誕」の場面を非常に個性的に描写している。場面はベツレヘムの馴染みのある厩舎ではなく、山の森林の中に設定され、伐採された木の破片が周囲に散乱している。また、聖母マリアと幼子イエス・キリストの周囲にいる通常の人物や動物が他の人物に置き替えられている。
絵画はポプラの板に油彩で描かれており、画面のサイズは127 x 116 cmで、板のサイズは129.5 x 118.5cmである。

## 概要
表されている瞬間は、ほぼ裸体の赤子のイエスが地面に置かれ、母親のマリアに「礼拝」されているため、芸術における「幼子イエスの礼拝」として知られている。イエスの下半身はガーゼの透明な布で覆われている。聖母子は草が生い茂る地面におり、数種類の花が咲いているが、森の背景全体に伐採された木の破片もある。左側には、赤い衣服の下にアトリビュートであるラクダの毛衣を身に着けている、幼い洗礼者ヨハネが立っている。ヨハネは長い杖に小さな十字架を持ち、「Ecce Agnus Dei」（「神の子羊を見よ」）と刻まれた巻紙を手にしている。ヨハネはおそらく5歳か6歳として示されており、教会の教義よりも、生まれたばかりのイエスとの年齢差がはるかに大きくなっている。

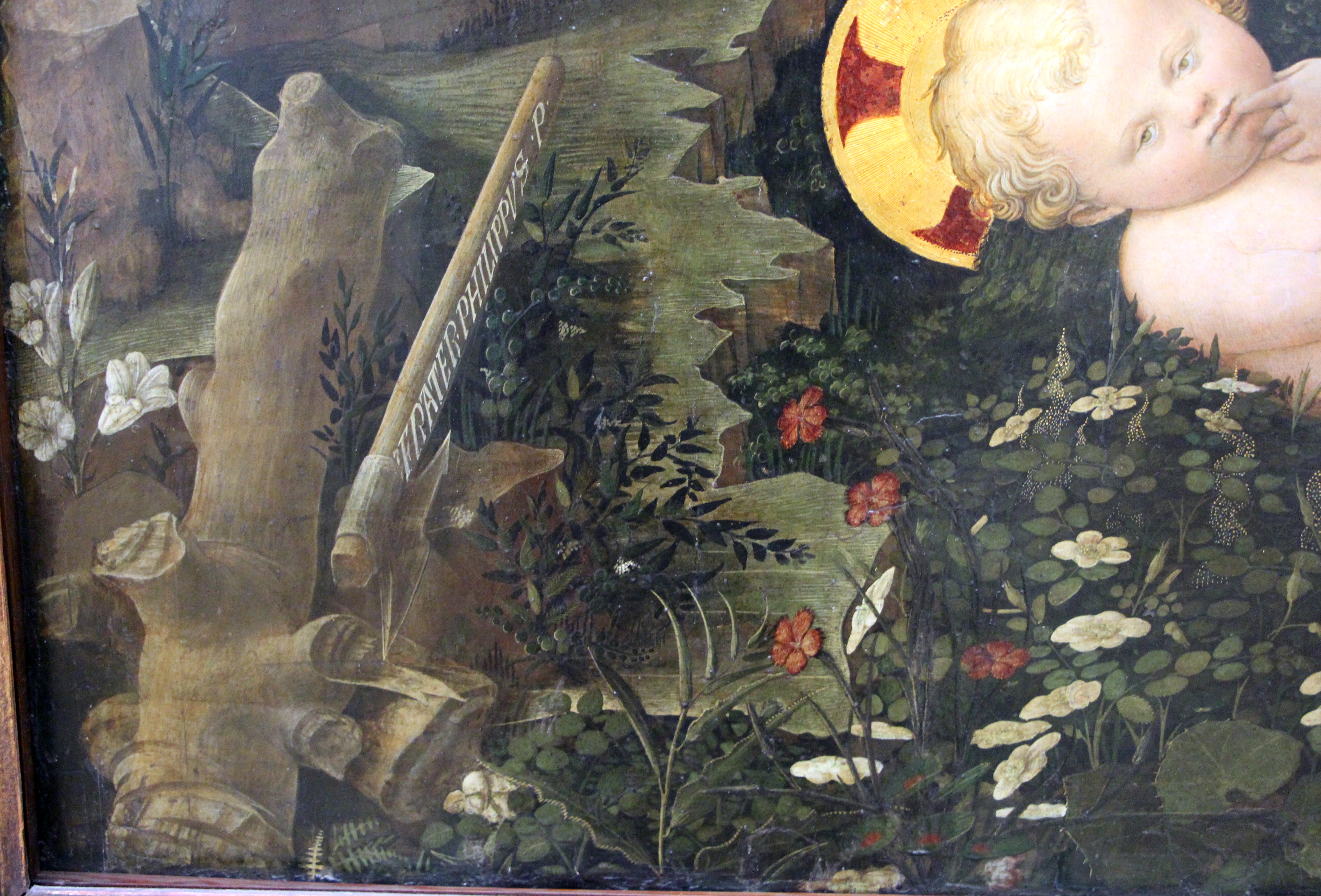
斧の柄にある署名

洗礼者ヨハネの上には、カマルドリ修道士会の創設者である、祈っている聖ロムアルド（951 –1025/27年）の姿があるが、絵画の後援者であったメディチ家はカマルドリ会と関係を持っていた。画面上部の少し中心からずれたところに、キリスト教の聖三位一体の他の2人である父なる神と、ハトとして表された聖霊がいる。これらの人物たちはすべて、ほぼ連続した大まかな円形を成し、その円は中心から少し左にずれている。ヨハネの姿は画面の左端にほぼ接しているが、構図の右側には、マリアの衣服によってのみ中断された、広々とした背景の一断面がある。「キリストの降誕」の場面に、通常の人物や要素に加えて、聖書の記述に言及されていない聖人や人々がいることは珍しいことではない。一方、ハートが述べているように、ここには「洞窟も小屋もないし、聖ヨセフも天使も牛もロバもいない」。
場面はかなり暗い森の急な斜面に設定されている。ほとんどが松の木で構成されており、松の木々は構図の真上まで続いているため、空は見えない。切り株、捨てられた木片、その他の伐採されたことを示す木々がある、リッピは左下隅の切り株に刺さっている斧の柄に沿って（「FRATER PHILIPPUS P[inxit]」＝「フィリッポ兄弟がこれを描いた」）と自身の署名をした。小さな、明らかに速い流れの小川が右側にあり、板でできた粗末な橋が渡されている。その反対の左側の、画面上部近くに小さな小屋のような建物がある。川の手前では、ツルかサギが身繕いをしている。小さなゴシキヒワは、イエスの足の近くの前景の切り株に腰掛けている。将来のキリストの受難のための芸術の一般的な象徴である。

## 影響

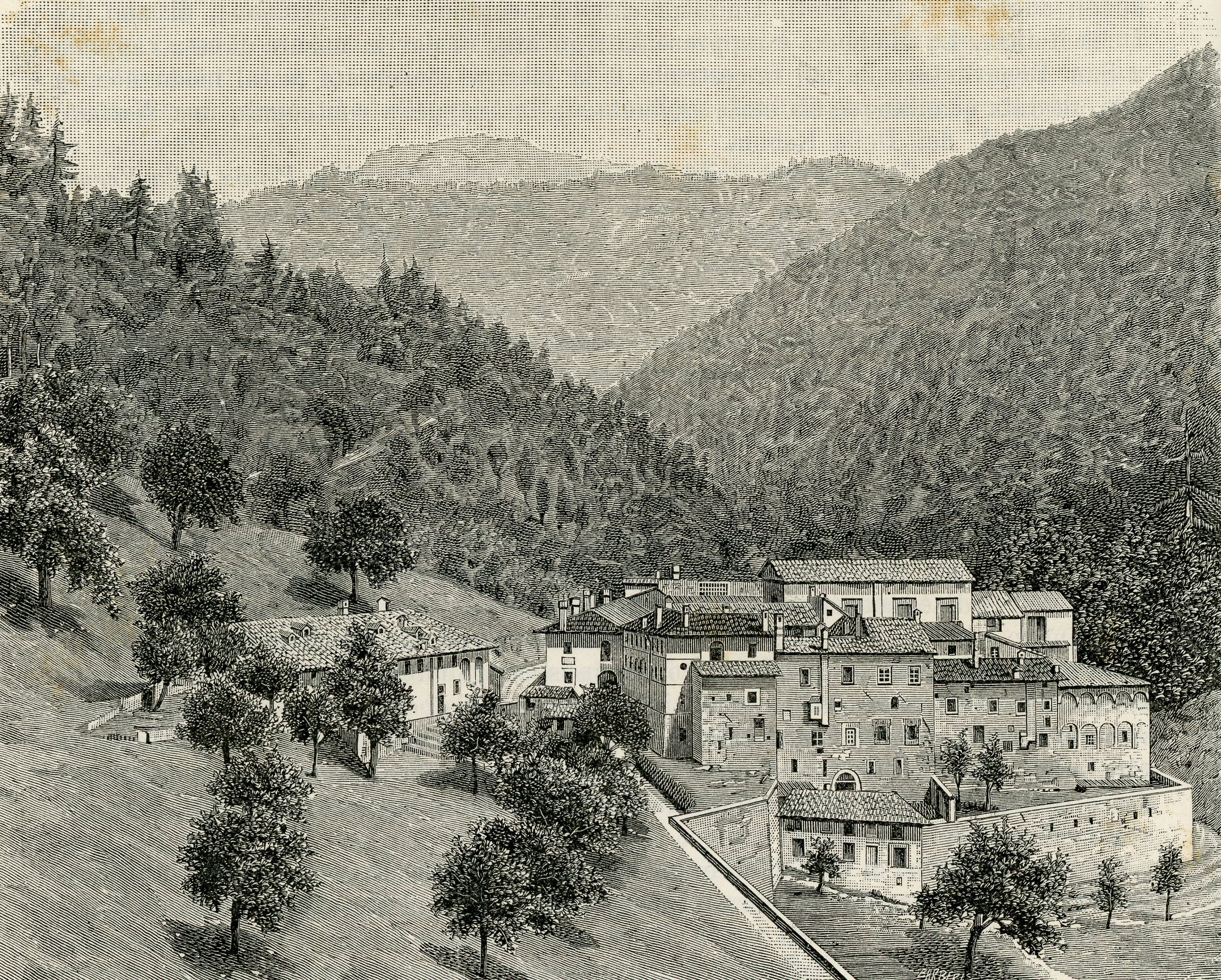
カマルドリ修道院、1898年

家族の市中の家に「携帯用の祭壇」、つまり私的礼拝所を所有することは、この時期ではかなり稀な特権であった。メディチ家のこの権利は、1422年に教皇マーティン5世の教皇勅書で認められていた。この時期にこの権利が与えられたのは9つのフィレンツェの家族だけであり、そのような礼拝所の識別可能な祭壇画のほとんどには、家族に関連するいくつかの聖人、多くの場合、家族の人と同じ名前を持つ聖人が描かれていた。
1463年までに、キリスト降誕の場面にある本来の要素の欠如は、ベノッツォ・ゴッツォリによる『マギの行列』の有名なフレスコ画（フレスコ画のある礼拝堂は、作品にちなんで「マギ礼拝堂」と呼ばれる）の完成によって部分的に是正されることになる。これらのフレスコ画は、東方の三博士とその混雑した一行がベツレヘムに向かう大規模で活気のある行列を示しており、メディチ家の人物の肖像画が多数含まれている。
ロムアルドはカマルドリ会の創設者であるが、会の名称はアペニン山脈中の遠い本拠地、カマルドリに由来している。メディチ家、特に家長、ピエロ・デ・メディチの妻であるルクレツィア・トルナブオーニ・メディチはこの会の支援者であり、1560年代にはメディチ家が訪問時に使用するための専用の「独房」を含む、カマルドリでの大規模な修道院再建工事に資金を提供した。画面中の森は、修道院周囲の急な斜面にある鬱蒼とした松林を表しているという一致した見解がなされている。
森林伐採はカマルドリの人々の日常生活の一部であり、フィレンツェの建築業者のために提供する材木は主要な収入源であった。修道士の多くは、森林を伐採したところの小屋に隠者として住み、自分たちの土地で作物を育てていた。伐採された木々は、マタイによる福音書第3章10節にある洗礼者ヨハネの言葉にも関連している。
そして今も斧が打ち下ろされている
木の根元まで
したがって、どんな木でも
良い実を結ばないものは
切り倒し、火に投げ込む。 （公認版）

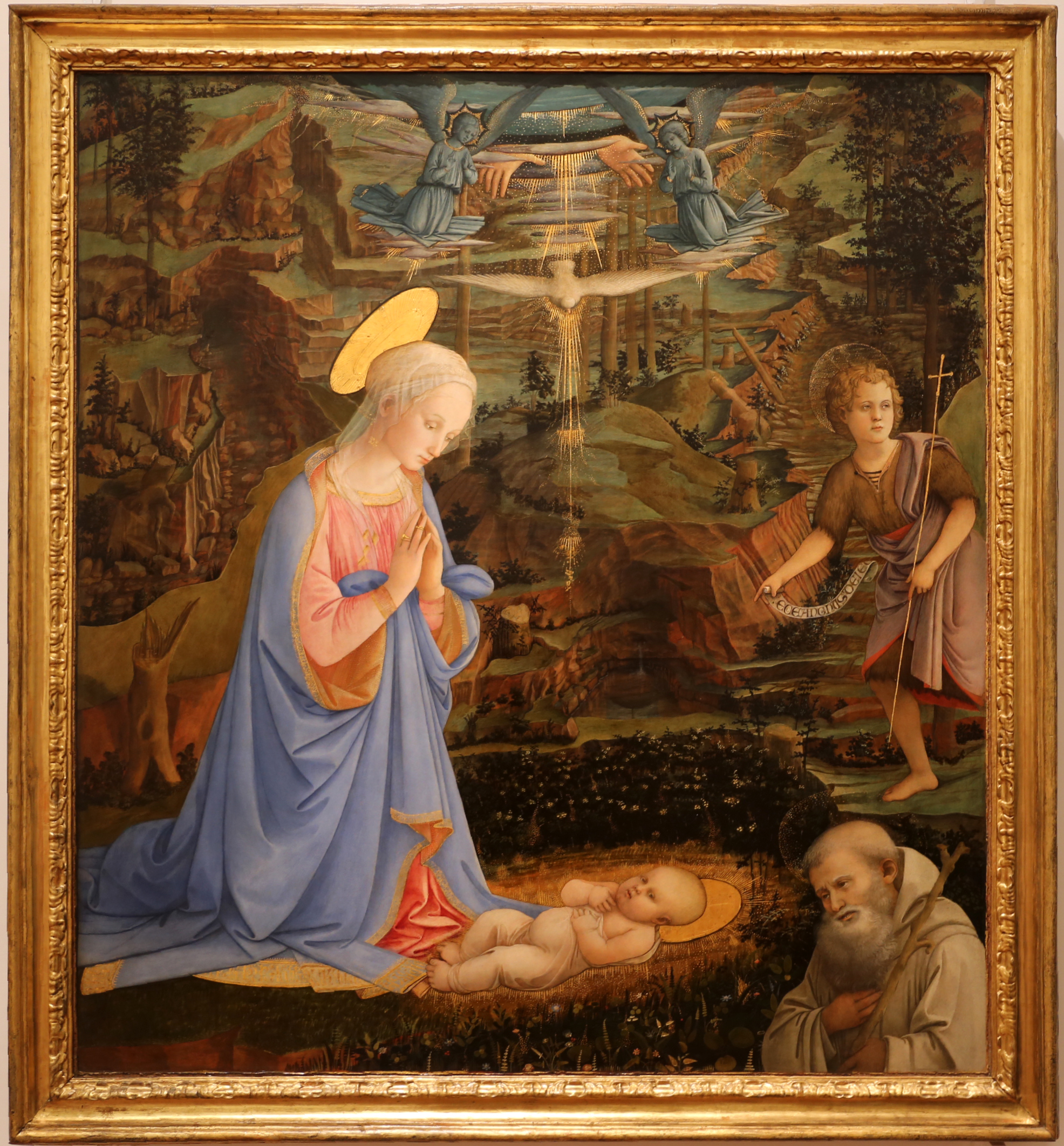
カマルドリの、ルクレツィア・トルナブオーニ・メディチの独房のためにリッピが描いた『幼子イエスの礼拝』、1463年ごろ、130 x 140 cm（51.1 x 55.1インチ）、ウフィツィ美術館

この一節のために、斧は芸術における洗礼者ヨハネのアトリビュートであったが、この時期までの西洋の芸術では稀なものであった。斧はまた、リッピが属していたカルメル修道会の伝統から生じた、　リッピにとって特定の個人的な意味合いを持っていたのかもしれない。
洗礼者ヨハネは、フィレンツェとカマルドリ修道院の守護聖人であった。ルクレツィア・トルナブオーニ・メディチは、自身の詩によって示されるようにヨハネに特別な献身をしていた。リッピ自身を除いて、誰が本作の稀な特徴に影響を与えたかについて多くの議論がなされてきた。ピエロ・デ・メディチがゴッツォリのフレスコ画にかなりの関心を示し、自身の願望を広めたことを示す書簡は残っているが、本祭壇画に匹敵するものはなく、妻のルクレツィアの影響がより重要であると主張されている。
影響を与えたと考えられる別の候補者は、1459年に亡くなるまでフィレンツェ大司教で、メディチ家をよく知っていたフィレンツェの聖アントニヌスである。本作の特徴的な要素は、『幼子イエスの礼拝』、または『カマルドリのキリストの降誕』として知られる1463年ごろの異なる構図でリッピによってすぐに繰り返された。この作品は、カマルドリ修道院にあるルクレツィア・トルナブオーニ・メディチの「独房」（独自の区画を持つ小さな平屋の1つ）のために描かれたもので、彼女が作品の仔細を指定したことは間違いない。作品は現在、フィレンツェのウフィツィ美術館に所蔵されている。ヴァザーリは、両作品ともルクレツィアの依頼であったと述べている。

## 関連作品

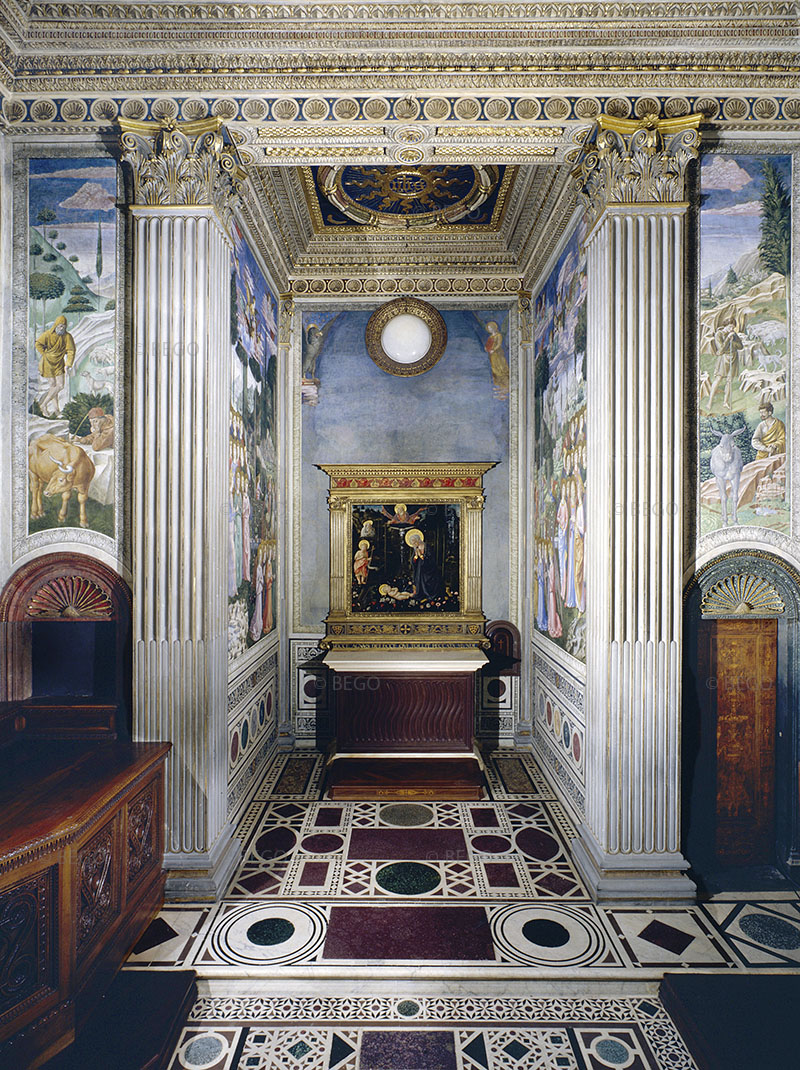
メディチ宮殿のマギ礼拝堂とゴッツォリのフレスコ画の隣にある『神秘の降誕』の複製
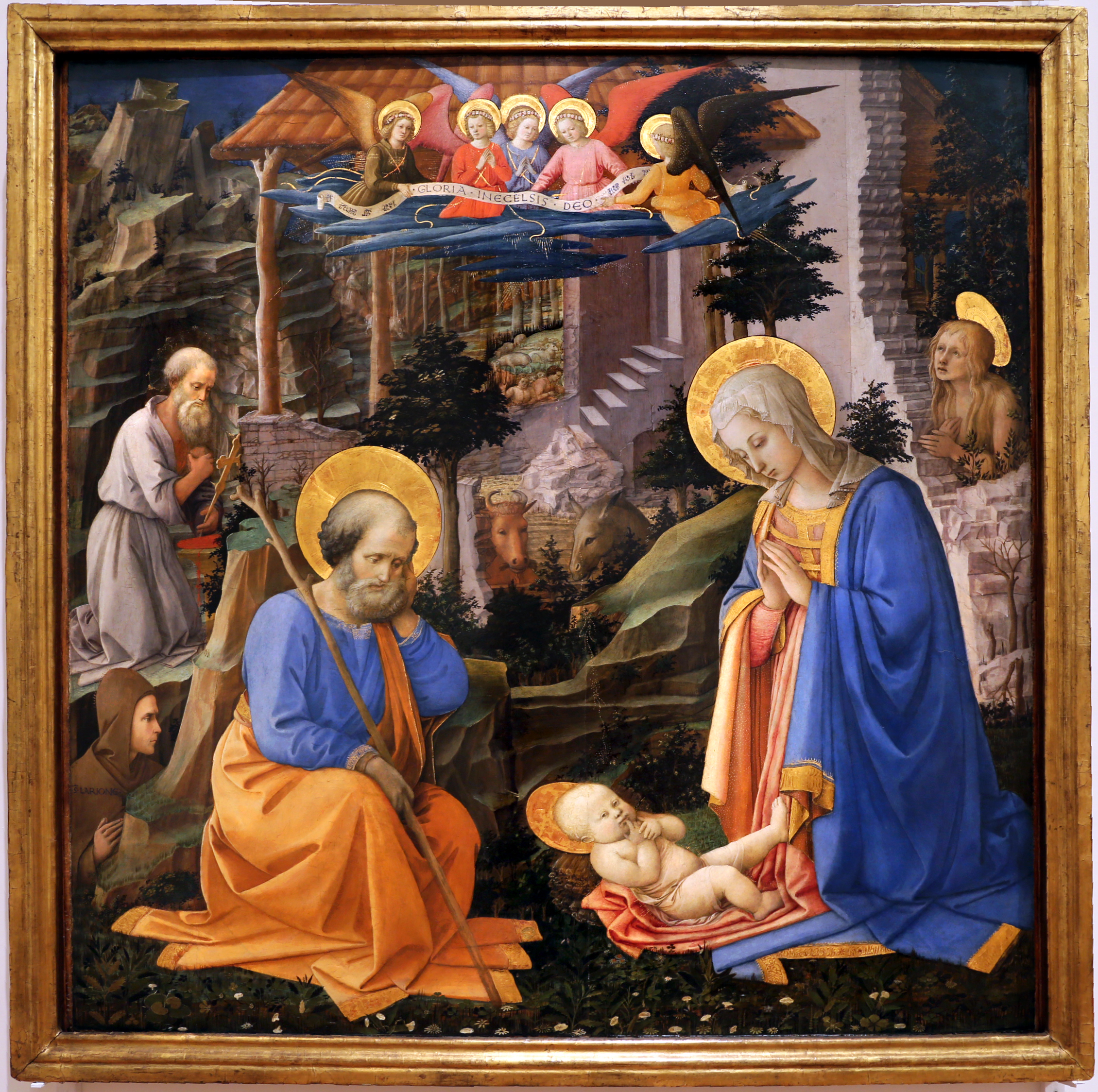
リッピによる『アンナレーナの幼子イエスの礼拝』、1453年ごろ、ウフィツィ美術館
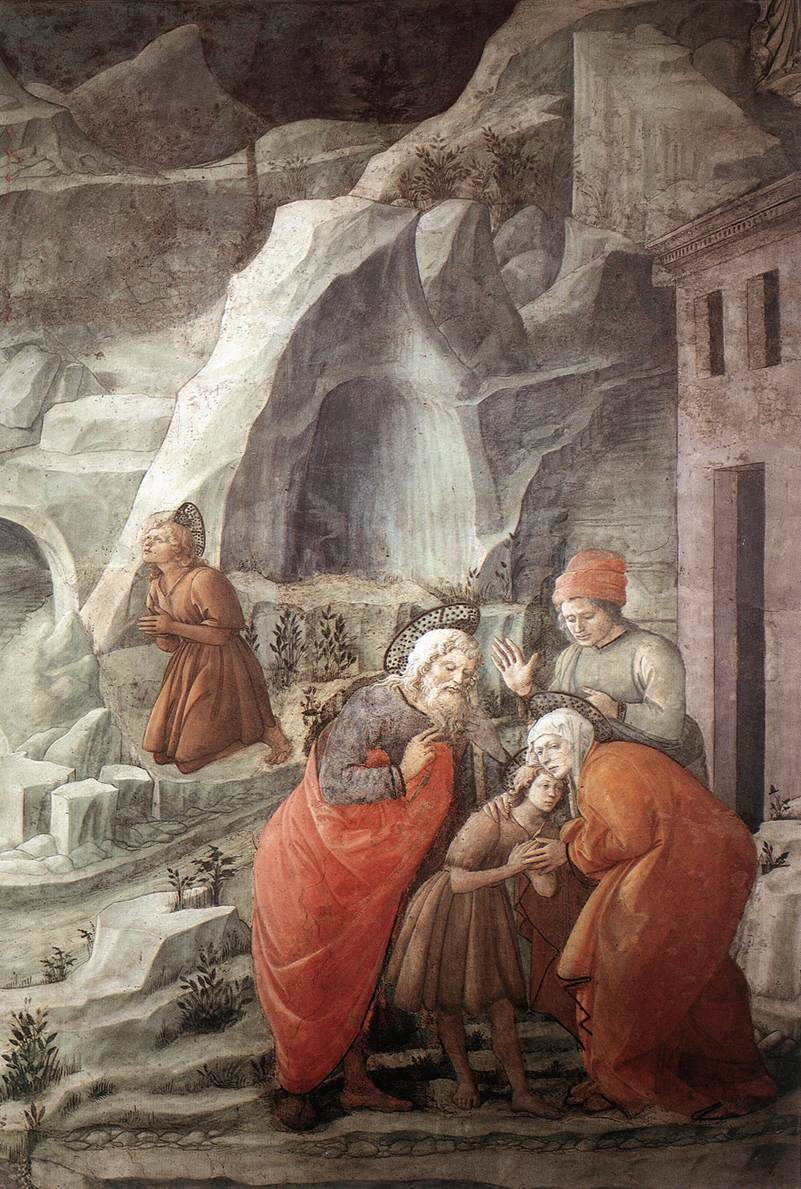
リッピと工房、プラート大聖堂（英語版）のフレスコ画、『家族に別れを告げる洗礼者ヨハネ』

## 歴史
絵画はメディチ家の権力の絶頂期に制作された。ピエロは数年以内に亡くなり、1494年にメディチ家がフィレンツェから追放されるまで数々の敵が大きな力を持つようになった。メディチ家の家財は没収され、リッピの絵画は共和国の本部であるヴェッキオ宮殿の礼拝堂に祭壇画として数年間掛けられた。メディチ家は1512年にフィレンツェに帰還したとき、絵画を取り戻し、絵画は以後3世紀の間、メディチ家の宮殿にとどまった。公開されていなかったが、絵画は非常によく知られており、多数の複製が制作された。
ナポレオン戦争の激動の最中、1814年に木材の取引から大金を手にしたイギリス人のエドワード・ソリーが本作を購入し、1821年にそのコレクションの大規模な売却の一環としてベルリンのコレクションに購入された。作品は、次の世紀にベルリンで展示されて有名になり、一般の人々の人気作品となった。1940年に他の重要な作品とともにベルリンの地下壕に安全に保管できるよう移された 。1945年、地下壕は十分に安全であるとは感じられず、他の何千もの芸術作品や貴重品とともに、カリウム鉱山に移された。
米軍は同じ年に鉱山を占領した。戦争の終わりに、アメリカ人はロシア人のように、ドイツ政府が所有する芸術作品を永久に押収することを意図し、「記念碑、造形芸術、記録文献部」からの強い抗議にもかかわらず、リッピの絵画は米国に出荷された202点の芸術作品の1点となった。米国到着後、それらの作品はワシントンのナショナル・ギャラリーの地下室に掛けられたが、この押収は物議を醸し、マスコミや議会で批判されたため、コレクションは一般に公開されなかった。最終的にそれらの絵画はナショナル・ギャラリーで一時的に展示され、1948年から1949年にかけて12の都市を巡回した。その後、コレクションはドイツに返還された。米国での巡回展は大成功を収め、1,000万人を超える人々が鑑賞した。本作は西ベルリンに戻った後、1998年に文化フォーラム (Kulturforum) にベルリン絵画館の新しい建物が開館する前は、数々の場所に展示されていた。

## 関連作品
- サンドロ・ボッティチェッリの『神秘の降誕』、1500–1501年、ナショナル・ギャラリー (ロンドン)